# Maria van Rysselberghe

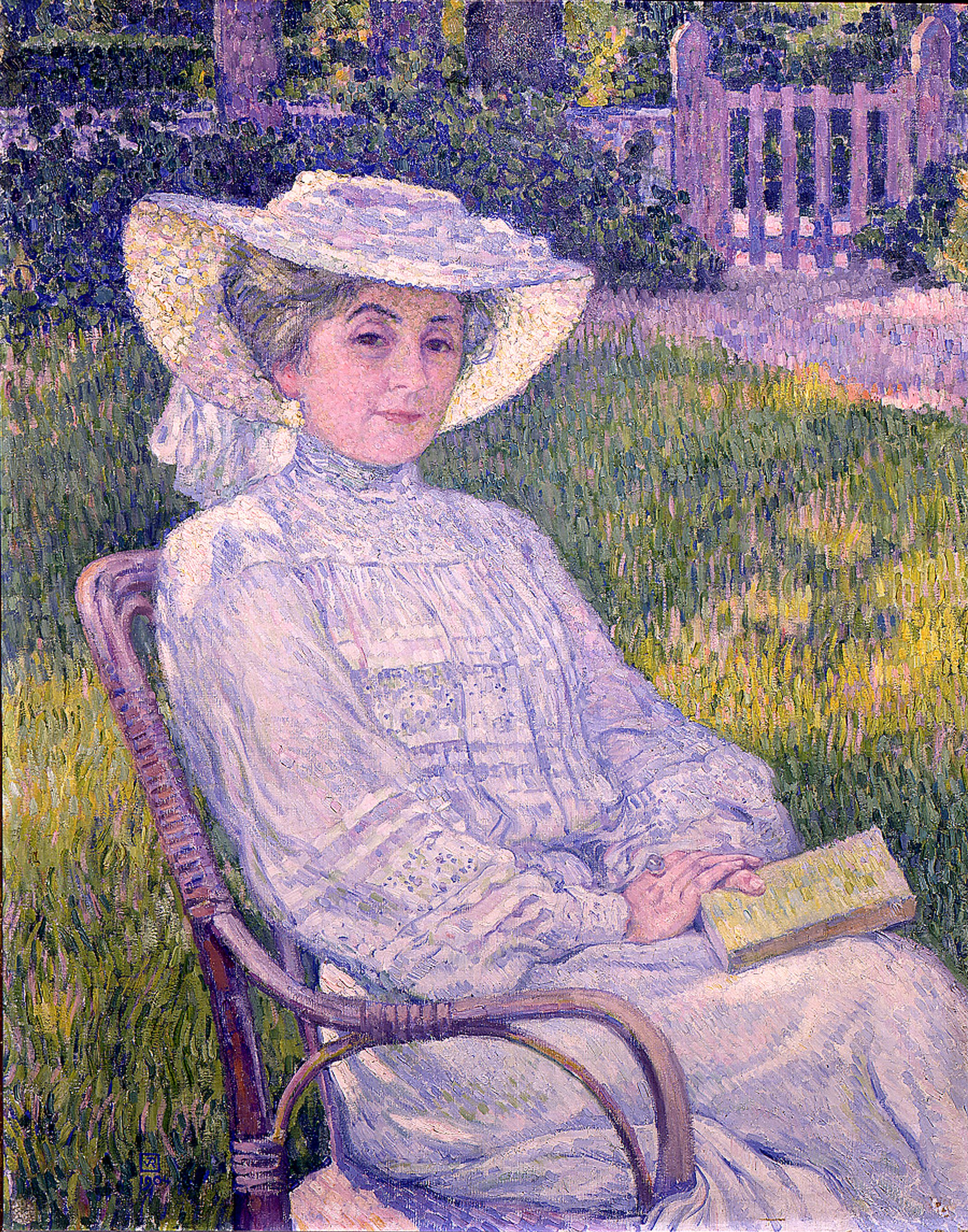
Portret als La dame en blanc

Maria Philomène Andrée van Rysselberghe, geboortenaam Monnom (Brussel, 9 februari 1866 - Grasse, 24 november 1959), was een Belgische Franstalige auteur en de echtgenote van de schilder Théo van Rysselberghe.

## Leven
Maria werd geboren in de Brusselse uitgeversfamilie Bonnom, die onder meer de gedichten van Emile Verhaeren publiceerde. Ook het kruim van de kunsttijdschriften verscheen er (L'Art Moderne, La Jeune Belgique, La Société Nouvelle), evenals catalogi van Les XX en La Libre Esthétique. Op jonge leeftijd beleefde Maria een intense maar platonische liefdesrelatie met de poëet. Ze was toen al met de schilder Théo Van Rysselberghe, waardoor Verhaeren afstand hield. Op 16 september 1889 trouwden Maria en Théo. Het volgende jaar werd hun enige kind Elisabeth geboren. In 1898 volgde Maria haar man naar Frankrijk. Ondanks haar affectie voor Théo, hield ze er een niet-conventioneel liefdesleven op na, zonder zich nochtans compleet in de bohème te storten.

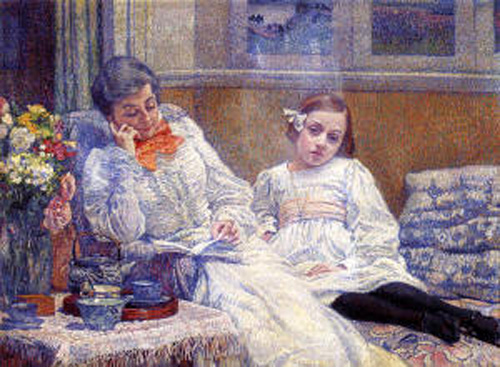
Portret door Theo van zijn vrouw Maria en dochter Elisabeth

In deze periode leerde ze André Gide kennen, een vriend van Théo. Ze was geraakt door zijn diepe originaliteit en er ontstond een hechte vriendschap tussen de twee. Haar dochter Elisabeth was op een andere manier dicht bij Gide. Ze schonk hem in 1923 een kind, Catherine. Théo werd nooit ingelicht over het vaderschap van zijn kleindochter, maar moest het zelf afleiden uit de fysieke gelijkenis tussen André en Catherine.
Na de dood van Théo in 1926, betrokken Maria en André aanpalende appartementen in Parijs. Met zijn vrienden Roger Martin du Gard en Pierre Herbart vormde ze de kern van een literaire cirkel waarin nieuw werk luidop werd voorgelezen en vrijuit bekritiseerd. In deze kring stond ze gekend als "la petite dame". Het was dit triumviraat dat Gide tegen zichzelf probeerde te beschermen in zijn latere, duistere jaren. Toch blijft haar bekentenis aan Gide's neef Dominique Drouin, opgetekend door Béatrix Beck, enigszins ontstellend: ze beschrijft hoe ze voor Gide op zoek ging naar kleine jongetjes.

### Woonplaatsen
- 1889-1894: Louizalaan, Brussel
- 1894-1898: Abdijstraat, Elsene
- 1898-1901: Nijverheidsstraat 26, Etterbeek (drukkerij)
- 1910-1926: Saint-Clair, Le Lavandou
- 1914-1921: rue Claude-Lorrain 14, Parijs
- 1928-1951: rue Vaneau 1bis, Parijs

## Werk
Tijdens haar leven heeft La petite dame nauwelijks gepubliceerd. Toch hebben haar scherpe observatie- en beoordelingsvermogen duizenden pagina's literatuur opgeleverd. Niets ervan is ooit in het Nederlands vertaald.

### Il y a quarante ans
De Nouvelle Revue française publiceerde in 1934 dit korte verhaal waarin Maria vertelt over de amour fou die ze in 1896 beleefde met Emile Verhaeren. Het is een onwaarschijnlijk rake terugblik veertig jaar na de feiten. De anonimiteit werd verzekerd door haar pseudoniem "M. Saint-Clair".

### Les Cahiers de la Petite Dame
In dit merkwaardige dagboek hield Maria van 1918 tot 1951 aantekeningen bij over haar leven met André Gide. Ze begon hiermee op vraag van een rijke Luxemburgse vriendin. Decennialang was ze Gide's confidente. Zonder blind te zijn voor zijn zwakten en obsessies, beschreef ze met niet aflatende belangstelling de fascinerende persoonlijkheid en het werk van de auteur. Ze schuwde de anekdotiek en bleef ook zelf op de achtergrond. Ze deed haar minutieuze notities in het geheim. Twee dagen voor zijn dood vernam Gide het bestaan van duizenden bladzijden die hij nooit onder ogen had gekregen. Volgens Maria's wens werden ze pas na haar dood gepubliceerd.

## Iconografie (selectie)
Dankzij haar nauwe banden met grote schilders is La petite dame doorheen haar leven prachtig geportretteerd. In de eerste plaats door haar man Théo, die haar niet minder dan 49 keer schilderde, maar ook door Fernand Khnopff.
- 1887: Portrait de Marie Monnom, door Fernand Khnopff (Musée d'Orsay)
- 1892: Portret van Maria van Rysselberghe-Monnom, door Théo van Rysselberghe (Kröller-Müller Museum)
- 1907: Maria van Rysselberghe op Jersey, door Théo van Rysselberghe
- 1911: Théo van Rysselberghe schildert zijn vrouw Maria in zwarte jurk, door Maurice Denis